# Xã Newton, Quận Muskingum, Ohio
Xã Newton (tiếng Anh: Newton Township) là một xã thuộc quận Muskingum, tiểu bang Ohio, Hoa Kỳ. Năm 2010, dân số của xã này là 5.373 người.